# Tarjeta de prepago

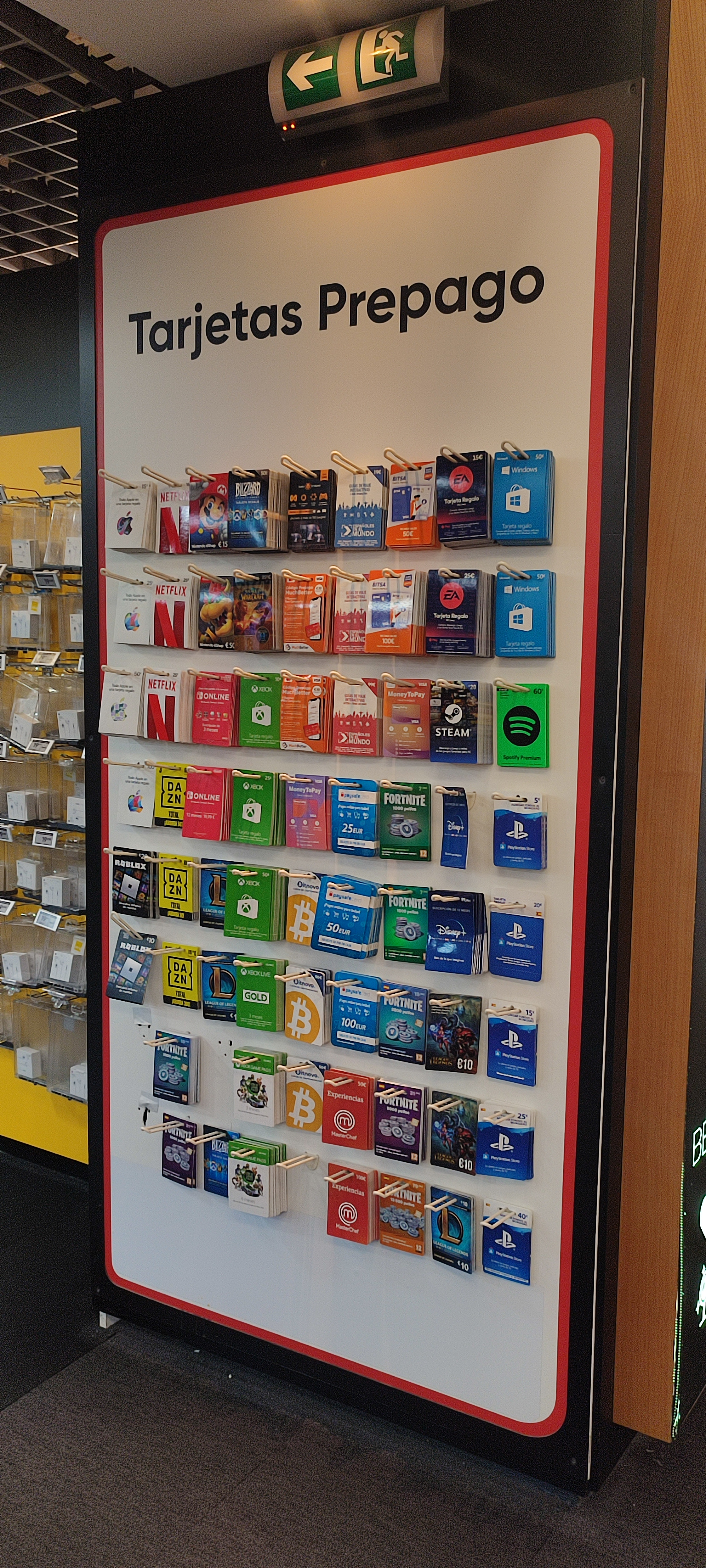
Tarjetas de prepago en el Fnac de Plaza Cataluña (Barcelona), incluyendo las de Netflix, Spotify, Roblox y DAZN.

Una tarjeta de prepago —también conocida como tarjeta prepagada o tarjeta de débito recargable—, es un tipo de tarjeta de débito en la cual se anticipa el importe del consumo que se realizará con la tarjeta. Se asemeja a un monedero virtual, ya que solo se necesita de la tarjeta para consumir algún bien que ofrece. Se efectúa una carga de dinero en la misma y pueden realizarse operaciones hasta consumir el total del importe cargado. En algunos casos y por lo general, no están conectadas con una cuenta bancaria. Entre las más conocidas del mercado están: Mastercard, Maestro, Visa y Diners Club.
Las tarjetas prepago permiten disponer de una forma de pago cuyo límite de uso viene determinado por una carga de dinero que se realiza en esta tarjeta, por tanto, es el propio cliente el que decide cuánto dinero desea guardar. Una vez agotado ese límite, la tarjeta puede ser recargada o no, es decir, existen tarjetas prepago que son recargables y otras que no, y que sólo permiten a los consumidores gastar el saldo inicial.
Las tarjetas prepago son un tipo de producto muy útil para controlar exhaustivamente el gasto con tarjeta. También, para poder dar una tarjeta (con un solo uso limitado por la carga de dinero realizada) a personas que, por un motivo u otro, a priori no quieren/pueden acceder a una tarjeta bancaria convencional (por ejemplo, menores de edad). Igualmente las tarjetas prepago son una solución excelente para quienes utilizan internet para realizar compras y tienen ciertos reparos a la hora de facilitar el número de su tarjeta de crédito; con las tarjetas prepago, el límite de uso viene determinado por el saldo disponible en la tarjeta. Además en caso de robo, pérdida o extravío de la misma, el saldo almacenado en ella no se pierde.

## Usos más frecuentes
Un ejemplo conocido es el tipo de tarjetas prepagadas amparadas por una marca reconocida, como Discover, Mastercard o Visa, con las que el usuario puede hacer transacciones por internet como si fuese una tarjeta de crédito normal. Sólo el usuario puede ver que se ha cargado previamente el dinero empleado en la tarjeta (en lugar de proceder de un crédito bancario).
A diferencia de una tarjeta débito o crédito, la tarjeta prepagada tiene la opción de tener los mismos beneficios que una tarjeta bancaria pero sin la necesidad de abrir una cuenta en la banca. En este ejemplo podríamos hablar en el caso en México de INFINITE PAYMENTS que tienen una tarjeta prepagada que funciona como tarjeta financiera en cualquier terminal punto de venta. O, en el caso de Colombia, la tarjeta MOVii Mastercard y de España, de la tarjeta VIABUY MasterCard Prepago, que se puede utilizar como cualquier otra tarjeta bancaria normal, pero es de prepago. Siendo una alternativa útil para aquellos que tienen un historial crediticio negativo o para quienes quieren proteger su identidad al máximo.
Otro uso frecuente se da en la telefonía móvil. En este campo, el usuario dispone de una cuenta (un número de teléfono móvil) en la que «recarga» una cantidad de crédito, por diferentes medios. Después va gastando ese crédito con su consumo (llamadas, mensajes, y todo tipo de servicios) y cuando no dispone de crédito, se le restringen las llamadas hasta que realice otra recarga (en inglés, top up or reload).
También comienzan a aparecer para el prepago de la electricidad (pay-as-you-go-electricity en inglés), como está haciendo, entre otras, las empresas Aurora Energy, Electric Now etc.
Algunas aplicaciones móviles para manejar dinero electrónico poseen tarjeta prepago ya sea virtual o física, caso de Wally, Zinli, Mony, etc. 

### Tarjetas de planes sociales
En Argentina en los últimos años se extendió el uso de las tarjetas sociales precargadas, en donde el estado nacional, provincial o los municipios, entregan a los beneficiarios de beneficios sociales, tarjetas plásticas que son recargadas periódicamente, para su uso en una red comercial que en general es restringida.

## Disponibilidad en países hispanohablantes

### Argentina
En Argentina existen varios tipos de tarjetas prepagas, todas Mastercard menos una, la tarjeta prepaga VISA de Personal Pay. Son tarjetas de crédito sin saldo en descubierto, solo en una cuota, a los comercios se les cobra la misma comisión que se cobra a las tarjetas de crédito. Las más conocidas (extra-bancarias) son Avanta y MercadoPago. De las mencionadas, la que mayor aceptación y utilización dentro de la sociedad es MercadoPago debido a los múltiples servicios y promociones que ofrece (producto de varias negociaciones y acuerdos con diversas empresas); es una app para celular que hace las veces de billetera virtual y gestor financiero, ofreciendo un mayor control sobre los gastos y un análisis exhaustivo de los mismos, atención al cliente vía chat o correo electrónico, congelar la tarjeta para evitar desbancarse, etc; y todo de forma totalmente gratuita. Avanta fue la primera en lanzarse al mercado en 2016, perteneciente a un grupo financiero, pero debido a que cuenta con mayores costos y requisitos que las demás, no es muy utilizada.
Dentro del ámbito bancario las tarjetas prepagas pueden ser Visa o Mastercard, dependiendo de la entidad a la que acudas. Por nombrar algunas, El Banco de la Nación Argentina ofrece "Nativa Prepaga" y "Nativa Prepaga Estudiantil" pensada para los menores de edad a partir de los 14 años; "Cordobesa FAN" es propiedad del Banco de Córdoba en conjunto con Mastercard, mientras que "Visa Recargable" es emitida por éstos bancos: Banco de la Provincia de Buenos Aires, Banco Patagonia S.A., Banco Santander Río S. A., BBVA Banco Francés S.A., Nuevo Banco de Santa Fe y Cia. Financiera Argentina.

### BoliviaBolivia
En Bolivia, las tarjetas prepago disponibles son:
- Banco Económico (Tarjeta prepago 360,[9] tarjeta VISA para compras en línea y en el extranjero sin restricciones. Tarjeta prepago Compramundo Plus,[10] tarjeta VISA para compras en línea).
- Banco Ganadero (Tarjeta Prepagada,[11] tarjeta para compras en comercios, pagos en línea, pagos por teléfono y retiro efectivo en ATMs. Tarjeta prepago Empresarial,[12] tarjeta empresarial para control de caja chica, pago de proveedores, pagos y compras en línea, compras en comercios y retiro efectivo en ATMs).

### ChileChile
En Chile existen varias opciones de tarjeta de prepago:
- MACH, creada por el Banco BCI, la cual es la primera tarjeta prepago digital del mercado chileno. Utiliza el sistema de Visa prepago.[13] y permite retirar una tarjeta física[14] Para mediados de 2021, contaba con 3 millones de usuarios[15]
- Superdigital, servicio desarrollado por el Banco Santander que llegó al mercado chileno el año 2019.[16] Permite tanto el acceso a una tarjeta digital y física Mastercard.
- Dale,[17] desarrollada por la cooperativa Coopeuch, es la primera tarjeta prepago cooperativa de Chile. Ofrece una tarjeta prepago digital Mastercard.[18]
- Prepago Los Héroes, creada por la caja de compensación del mismo nombre, fue la primera tarjeta prepago en el país que requería pedir una tarjeta física para acceder a la aplicación, a diferencia de sus competidores.[19] Más adelante se permitió la creación de solamente una tarjeta virtual.[20] Utiliza el sistema prepago de Mastercard.
- Tenpo, desarrollada por el grupo Credicorp, los cuales tienen la intención de transformar la marca en el primer "neobanco" del país.[21] Ofrece una tarjeta digital y física de prepago Mastercard.
- Tapp, creada por Caja Los Andes, la cual es emitida de forma virtual y física con el sistema prepago Mastercard.[22]

### ColombiaColombia
En Colombia existen varios bancos y entidades que ofrecen este tipo de tarjetas, en su mayoría MasterCard, pero también existen tarjetas Visa, Diners Club y Maestro. Se destacan ya que no generan costos de manejo o intereses, lo que hace representar un futuro en tarjetas prepago en este país.
Los bancos que ofrecen este tipo de tarjetas son:
- Bancolombia (Tarjeta virtual e-Prepago,[23] Tarjeta Nequi[24])
- Banco Pichincha (Tarjeta prepago VISA[25])
- Davivienda (Tarjeta prepago Mastercard, Tarjeta prepago Diners Club y DET y Tarjeta Virtual Ecard[26])
- Grupo Aval (Tarjeta prepago Banco de Occidente,[27] Tarjeta Prepago Banco de Bogotá[28])
- Banco Itaú (Tarjeta prepago Maestro[29])

También, en Colombia existen entidades encargadas de ofrecer servicios relacionados con depósitos virtuales de dinero denominadas SEDPE (Sociedad Especializada en Depósitos y Pagos Electrónicos), algunas de ellas utilizan en sus servicios el uso de este tipo de tarjetas:
- Movii (Tarjeta débito recargable MasterCard[30])

### EspañaEspaña
Las tarjetas prepago han ganado popularidad en los últimos años, gracias a la distribución masiva en establecimientos como quioscos, gasolineras o tiendas de electrónica, donde pueden encontrarse tarjetas como la Tarjeta Spark MasterCard o a la tarjeta Bnext.

### NicaraguaNicaragua
En Nicaragua, Banco LAFISE en junio de 2017 realizó el relanzamiento de sus Tarjetas Prepago Joven VISA siendo el único banco que ofrece estas tarjetas en el país.

### PerúPerú
En Perú existe la tarjeta prepaga Pago Efectivo VISA, lanzada en el 2015 por Pago Efectivo, del Grupo El Comercio. Cuyo objetivo es que todas las personas puedan pagar con tarjeta ya que dicha tarjeta no tiene costo alguno. Además puede usarse dentro del Perú y en cualquier parte del mundo. Actualmente desde 2018 ya no ofrecen tarjetas por la poca demanda. Aparte existe la tarjeta prepago Ligo ofrecida por EEDE "Tarjetas Peruanas Prepago" con el respaldo de MasterCard desde 2015 y ahora también ofrecen Ligo con Visa desde 2019.

### ParaguayParaguay
En Paraguay existen las tarjetas prepagas Mastercard otorgadas por BBVA Banco y Sudameris, al igual que la tarjeta Visa, esta otorgada por el Banco Itaú y Financiera El Comercio. Desde el año 2018, la empresa Pagopar se sumó con Visión Banco para crear una tarjeta prepaga. Dicha tarjeta es VISA, llamada "Tarjeta Prepaga Pagopar". Se puede solicitar desde la web y tiene un costo de 70.000 guaraníes. Una vez la tarjeta ha sido pagada estará disponible en 7 días hábiles.

## Uso en las agencias de viajes en línea
Las grandes agencias de viajes en línea (OTAs por su abreviatura en inglés) están usando cada vez más tarjetas de prepago virtuales. Entre ellas se cuentan Booking.com, Expedia, Agoda, Despegar.com las que están usando cada vez más este modelo en muchos mercados. Las tarjetas de crédito virtuales (TCV) son MasterCards en línea que permiten hacer pagos en línea . Para cada reserva que se recibe, se envía una nueva tarjeta. Cada TCV solo se puede utilizar una vez (una tarjeta por reserva). Cada TCV tiene un número de tarjeta único con su fecha de caducidad y su CVC, y no se pueden reutilizar. También llevan una fecha de activación, que depende de las condiciones de reserva del hotel o alojamiento. 

### Ventajas
Las tarjetas de crédito virtuales tienen la ventaja que ya vienen validadas y se disminuye la posibilidad de un fraude. Booking.com o Expedia entregan los datos de tarjeta de los viajeros para que el hotelero los cobre. Pero muchas veces la tarjeta puede presentar los siguientes inconvenientes:
1. Es un número no válido.
2. No cuenta con suficientes fondos.
3. Es una tarjeta que se encuentra caducada.
4. Es una tarjeta de débito.
5. Es una tarjeta fraudulenta.
6. El viajero debe llamar a su compañía emisora (banco, tienda, etc).

Esto disminuye nuestra conversión.
Las tarjetas virtuales que entrega Booking.com ya vienen validadas eliminando la posibilidad de fraude o disputa del pago.

### Desventajas de cobrar tarjetas virtuales
Cuando los mercados maduran, se suman cada vez más actores. Y mientras más actores nos encontramos con que el precio encarece. Por ello, el dueño de un alojamiento debe contemplar en su estructura de costos el ítem de método de cobro. 
Otro de los elementos, es que es necesario que el hotel cuente con TPV. Sobre todo, porque cuando quiera contratar los servicios de una pasarela de pagos, lo más probable es que tenga que registrarte como empresa.